# The Clash
The Clash byla britská punk rocková kapela, která existovala mezi lety 1976 a 1986. Jde o jednu z nejznámějších kapel první vlny punku v 70. letech. The Clash ve své hudbě spojovali punk, reggae a mnoho dalších hudebních stylů. Kapela se proslavila také svými neobvykle živelnými koncerty.
Od svých počátků byla kapela trochu vzdálená ostatním podobným kapelám, ať už hudebním nadáním svých členů nebo jejich texty. Vášnivý politický idealismus v textech Joe Strummera a Micka Jonese kontrastoval s nihilismem Sex Pistols a jednoduchostí The Ramones. Album London Calling z roku 1979 je považováno za jedno z nejlepších alb historie a časopis Rolling Stone jej vyhlásil albem 80. let, ačkoliv vyšlo na konci roku 1979.
Styl a hudba The Clash ovlivnila obrovské množství dalších kapel, ať už hrající punk, nebo ne. V roce 2003 byli The Clash uvedeni do Rock and Roll Hall of Fame.

## Historie

### Zakládání skupiny: 1974–1976
Před založením skupiny působili její členové v různých částech londýnské hudební scény. John Graham Mellor zpíval a hrál na kytaru v hospodské rockové kapele The 101’ers, která byla založena v roce 1974. Touto dobou si stále říkal Woody Mellor, jméno Joe Strummer přišlo až později, jako narážka na jeho neumělé drnkání na ukulele, kterým si přivydělával jako pouliční muzikant v londýnském metru. Mick Jones hrál na kytaru ve skupině London SS, jejíž styl bývá někdy označován jako protopunk — tedy jako punkový průkopník. S tou zkoušel téměř celý rok 1975, aniž by odehráli jediný koncert, či nějakou skladbu nahráli. Skupinu London SS vedl Bernard Rhodes, přítel Malcolma McLarena, jenž dal dohromady skupinu Sex Pistols. Jones a jeho spoluhráči se díky němu spřátelili se členy Sex Pistols — Glenem Matlockem a Stevem Jonesem, kteří také pomáhali hledat a posuzovat případné nové členy London SS. Mezi těmi, kteří chtěli hrát s London SS, byli taky Paul Simonon, který tu chtěl zpívat, a bubeník Terry Chimes. Nicky Headon s kapelou bubnoval pouze jediný týden a pak skončil.
Po rozpadu London SS — což bylo na začátku roku 1976 — pokračoval Rhodes jako Jonesův manažer. V únoru viděl Jones první vystoupení Sex Pisols. Tehdy cítil, že přichází něco nového, co tu doposud nebylo. Na radu Rhodese oslovil v březnu Jones Simonona a navrhl mu, že pokud se na něco naučí hrát, mohl by se připojit k nově plánované kapele. Zkoušení začalo záhy, a to ve složení Jones, Simonon na basu a Keith Levene na kytaru. Kapela intenzivně hledala bubeníka. Přihlásil se Terry Chimes. Kapela ho zpočátku vzala mezi sebe, ale jen na krátko.
Pořád se ale hledal zpěvák. Chimes si jednou vzpomněl na Billy Wattse, kterému bylo stejně, jako ostatním členům kapely. Rhodes byl však zvědavý na Strummera, o kterém mu řekli Jones a Levene. Oba viděli jedno jeho vystoupení, které se jim velmi zamlouvalo. 30. května Rhodes a Levene zastihli Strummera po koncertě 101’ers. Rhodes dal Strummerovi 48 hodin na rozhodnutí, zdali se chce stát členem nově vznikající kapely, která by byla rivalem Sex Pistols. Rhodes ale zatelefonoval Strummerovi o den dřív a vyžadoval okamžitou odpověď. Strummer nebyl proti. Simonon o tom jednou prohlásil: „Jakmile se k nám Joe přidal, začali jsme všichni konečně pořádně zkoušet.“
Strummer představil kapele svého starého kamaráda ze školy, který si s kapelou zahrál na bicí na několika prvních zkouškách. Kapela s ním ovšem nebyla spokojena, a tak Rhodes oslovil Terryho Chimese, zdali by se k nim nepřipojil. Chimesovi se ale zpočátku Strummer vůbec nezamlouval. Údajně mu připadal příliš starý (byl o čtyři roky starší než zbytek kapely), nosil hrozné oblečení a měl skřehotavý hlas.
Simonon přišel se jménem kapely až poté, co si sami říkali Weak Heartdrops and the Psychotic Negatives. Později k tomu uvedl, že ho to napadlo, když začal číst noviny, kde se neustále opakovalo slovo ’clash’ (česky rozpor nebo konflikt). Zbytek kapely a manažer Rhodes byli pro.

### První koncerty a vzestup punkové scény: 1976
Po společném zkoušení se Strummerem, které netrvalo ani měsíc, Clash poprvé vystoupili. Byl to společný koncert se Sex Pistols 4. července 1976 v sheffieldském klubu Black Swan. S termínem se spěchalo, protože kapela chtěla mít svůj koncert dříve než The Damned — další punková kapela vzniklá z London SS. Kapela nechtěla dalších pět týdnů hrát koncerty. Levene byl nespokojený se svou rolí v kapele a na prvním vystoupení Clash už přesvědčoval zpěváka Sex Pistols Johna Lydona, aby spolu po případném rozpadu Pistols dali dohromady vlastní kapelu.
Večer po svém prvním koncertě se členové Clash ukázali spolu s členy Sex Pistols a většinou pravověrných londýnských punkových fanoušků v klubu Dingwalls, kde tehdy hrála přední newyorská punková kapela, The Ramones. Tady někde začalo soupeření o leadera londýnské punkové scény. Neustálé vzájemné půtky vylučovaly jakoukoli punkovou jednotu. Simonon se tu například porval s basákem kapely The Stranglers, která se sice formálně hlásila k punku, ale nepatřila mezi pravověrné punkery, kteří se spíše soustředili kolem Sex Pistols.
Po prvním koncertu trval Rhodes na tom, aby se kapela mnohem více sehrála. Clash tak začali víc než měsíc velmi intenzivně zkoušet. Jak popisuje Joe Strummer: „Museli jsme od sebe odkopnout svoje kamarády a zapomenout na to, jak jsme hráli dřív, a postupně si hledat svůj vlastní výraz.“ Vznikaly nové písničky. Slova psal většinou Strummer, hudbu Jones. Nechtěli psát o lásce, ale o tom, co je ovlivňuje, o tom, co je skutečně důležité. 13. srpna odehráli malý koncert pouze pro zvané ve studiích v Camdenu. Mezi zvanými byl i kritik Giovanni Dadamo. Jeho recenze popisovala kapelu jako „rozjetý vlak… našlapanou kapelu, první z nových kapel, která může opravdu vyděsit Sex Pistols.“
29. srpna otvírali Clash a kapela Buzzcocks z Manchesteru další koncert Sex Pistols. Tento trojkoncert se ukázal jako zásadní pro britskou punkovou scénu, která postupně krystalizovala do punkového hnutí. I když recenzent časopisu NME napsal: „The Clash jsou garážovou kapelou, která by se do garáže měla zase rychle vrátit.“ Joe Strummer později poznamenal, že tento komentář inspiroval kapelu ke skladbě „Garageland“.
Začátkem září byl z kapely vyhozen Levene. Strummer tvrdil, že to bylo kvůli jeho slábnoucímu zájmu o kapelu. Navíc často užíval speed, kvůli kterému taky dlužil členům kapely peníze. To ovšem Levene popřel. Levene a Lyndon si v roce 1976 založili kapelu Public Image Ltd.. 21. září zahráli Clash poprvé bez Levena na dalším vlivném koncertu: the 100 Club Punk Special. Hráli tu se Sex Pistols, Siouxsie and the Banshees a Subway Sect. Koncem listopadu odešel z kapely Chimes, ale byl bleskově nahrazen Robem Harperem. A Clash s ním pak odjeli spolu s Pistols turné Anarchy Tour.

### První deska a albumGive 'Em Enough Rope: 1977–1979
Rok uplynul a ve Spojeném království se stal hlavním hudebním fenoménem punk. 25. ledna 1977 se Clash upsali společnosti CBS Records. Smlouvou získali 100 tisíc liber, což bylo dost na kapelu, která zatím odehrála asi třicet koncertů, ovšem žádný z nich jako hlavní tahoun. Clash se pak samozřejmě nevyhnuli poznámkám o „zaprodanosti“ hudebnímu byznysu. Často je v této souvislosti citován Mark Perry, zakladatel předního londýnského punkového časopisu Sniffin' Glue: „Punk zemřel v den, kdy se Clash upsali CBS.“ Tato smlouva je také někdy zmiňována, jako klasický příklad smlouvy, kterou by neměla nikdy žádná kapela podepsat — naopak sama kapela by měla financovat své turné, desky, remixy, atd..
První deska na sebe nedala dlouho čekat. Jako producenta si Clash zvolili Mickeyho Foota, který je zvučil na jejich koncertech. Na nahrávání také znovu zlákali Terryho Chimese. V březnu 1977 vyšel první singl „White Riot“, vyšplhal se na 34. místo britského singlového žebříčku. Eponymní album The Clash vyšlo o měsíc později. Kromě řízných punkových skladeb je na něm slyšet touha po experimentování a příklon k jiným hudebním žánrům. Svědčí o tom i cover verze reggae skladby „Police and Thieves“. Primárně ji ale kapela nahrála, protože deska byla příliš krátká a oni se potřebovali přehoupnout přes půlhodinu. Hudební publicista a dřívější punkový muzikant John Robb k tomu napsal: „Uprostřed úspěchu Sex Pistols, v první polovině roku 1977, se Clash stali vlajkonoši punkového hnutí.“ Ačkoli se album ve Spojeném království dobře prodávalo (vystoupalo až na 12. příčku britské albové hitparády), CBS odmítla vydat album ve Spojených státech. Důvodem byl — podle CBS — příliš syrový zvuk a nedostatečná produkce, což by činilo desku neprodejnou. Americká verze desky se změněným tracklistem vyšla v roce 1979. Britský originál se mezitím stal ve Spojených státech nejprodávanější dovozovou deskou všech dob.
Bubeník Terry Chimes, který postrádal jakékoliv punkové nadšení, opustil brzy skupinu znovu. Později k tomu poznamenal: „Důvodem bylo, že jsem si chtěl žít po svým. To sice kapela chtěla taky, ale jinak. Tak proč bychom měli spolu hrát, když nám každému jde o úplně něco jiného?“ Výsledkem bylo, že na obalu desky je uveden pouze Simonon, Jones a Strummer. Chimes je uveden jako „Tory Crimes“. Strummer později popsal, co následovalo: „Zase jsme zoufale hledali bubeníka, který má své bicí. Přemýšleli jsme snad o všech bubenících z Londýna. Myslím, že jsme jich tehdy napočítali 205. Byli jsme ztracení, dokud nepřišel Topper Headon.“ Znali ho z jeho krátkého působení v Jonesových London SS. Přezdívku Topper dostal od Simonona, protože vypadal jako postavička z komiksu. Headon byl výborný muzikant, kromě bicích uměl ještě hrát na piano, basu a kytaru. V den, kdy byl přijat k tomu poznamenal: „Moc si přeju hrát s Clash, pokud to půjde, chtěl bych dát jejich muzice ještě více energie.“ O dvacet let později k tomu ovšem poznamenal: „Původně jsem chtěl hrát s Clash jen chvilku, udělat si u nich jméno a pak si najít nějakou lepší kapelu.“ Strummer později poznamenal: „Bylo pro nás dost zásadní najít někoho, kdo uměl hrát, měl výdrž a nebál se do toho řezat.“
V květnu skupina vyrazila na White Riot Tour, které vytáhlo nahoru kapely The Buzzcocks, Subway Sect, The Slits a The Prefects. Den po koncertě v Newcastlu byli Strummer a Headon krátce uvězněni, za údajnou krádež ložního povlečení z hotelového pokoje. V květnu také CBS vydala singl „Remote Control“ a to navzdory názoru kapely, která tento track viděla jako jeden z nejslabších na desce. Headonovo první nahrávání byl singl „Complete Control“, který byl rozzlobenou reakcí na chování nahrávací společnosti. Singl koprodukoval reggae producent Lee „Scratch“ Perry, ale také jejich zvukař Foote. Toho si kapela přizvala, aby nepřišla o svůj typický zemitý punkrockový zvuk. Časopis NME měl narážky, že kapela chce „záměrně ubližovat svým chlebodárcům“. Singl vystoupal na 28. místo britského žebříčku a občas bývá zmiňován jako jeden z největších punkových singlů. V únoru 1978 vyšel singl „Clash City Rockers“ a v červnu singl „(White Man) In Hammersmith Palais“, který překvapil fanoušky svým ska rytmem.
Před nahrávání druhé desky začala CBS tlačit na čistější zvuk, který by se dal prodat i ve Spojených státech. Jako producenta kapele najala Sandyho Pearlmana, známého svou prací pro kapelu Blue Öyster Cult. Simonon později k nahrávání poznamenal: „Nahrávání téhle desky bylo to nejnudnější, co jsem kdy zažil. Všechen ten perfekcionalismus byl v ostrém kontrastu s nahráváním první desky… To zničilo veškerou spontánnost.“ I přes výtky některých fanoušků na příliš uhlazený zvuk, Give 'Em Enough Rope sklízelo od svého vydání v listopadu 1978 většinou pozitivní kritiky. V Británii vystoupalo na druhé místo, ale ve Spojených státech zapadlo. Navzdory kalkulacím CBS vystoupalo pouze na 128. místo americké albové hitparády. První single „Tommy Gun“ se umístil na 19. místě, což byl do té doby pro Clash největší úspěch. Aby podpořilia prodej, vyjela kapela na koncertní turné. Spolu s ní hrály na koncertech kapely The Slits a The Innocents. Koncertů bylo více než třicet, hrálo se od Edinburghu až po Portsmouth. V únoru 1979 podnikla kapela velice úspěšné turné po Spojených státech.

### London Calling,Sandinista!aCombat Rock: 1979–1982

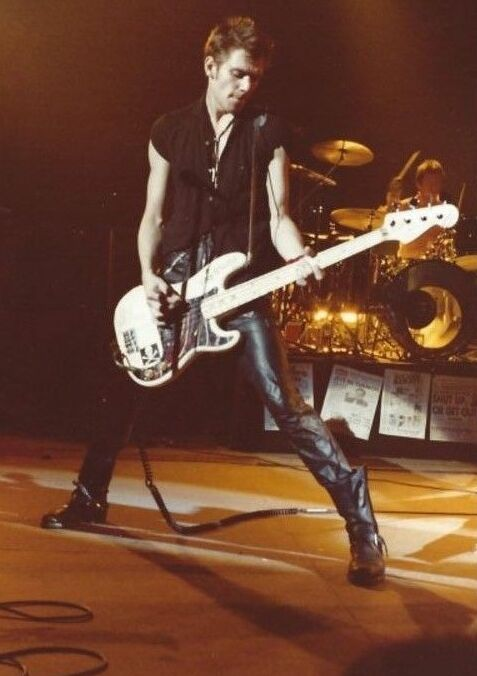
Paul Simonon při koncertu Clash v Palladiu v New Yorku, 20. září 1979. (Foto: S. Sherman)

V srpnu a září 1979 se nahrávalo album London Calling. Album produkoval Guy Stevens, který pracoval například s kapelami Traffic nebo Mott the Hoople. Dvojdeska je směsí punkrocku, reggae, ska, rockabilly, tradičního rock and rollu a dalších hudebních vlivů. Kapele zůstala energie prvních koncertů, přibyla profesionálnější produkce. Album bývá označeno jako jedno z nejlepších alb rockové historie. Například časopis Rolling Stone ho ve svém žebříčku pěti set nejlepších alb všech dob zařadil na osmé místo. Poslední písnička „Train in Vain“ — relativně jednoduchá rock’n’rollová skladba, kterou zpívá Mick Jones — byla zařazena na poslední chvíli. To je taky důvod, proč není uvedena v seznamu skladeb na obalu desky. Skladba se stala první, která se umístila v americké hitparádě Top 40. V Británii nebyl „Train in Vain“ vydán jako singl. Místo něho vyšla titulní skladba „London Calling“ — se zajímavým rytmem, ale neomylně punkovým textem a vyzněním. Vyšplhala až na 11. místo britského žebříčku singlů. Bylo to nejlepší umístění před rozpadem skupiny.
Album vyšlo v Británii v prosinci 1979, o měsíc později ve Spojených státech. V Británii skončilo deváté, v Americe dvacáté sedmé. Obal desky je jedním z nejznámějších rockových obalů. Je postavený na stejném nápadu, jako eponymní album Elvis Presley z roku 1956. Je na něm černobílá fotografie, název je napsaný zeleným a růžovým písmem. Oproti Elvisovi je na něm Simonon, který právě rozbíjí svou basu. Časopis Q o obalu psal jako o „nejlepší rock’n rollové fotce všech dob“. Skupina si v této době vysloužila přezdívku „jediná kapela, na které opravdu záleží“, což přijali jak novináři, tak i fanoušci.
Na přelomu roku se členové kapely zúčastnili speciální soukromé projekce nového filmu Rude Boy. Film je o fanouškovi kapely, který sní o punkovém povalečství a slávě. Svou práci prodavače sex shopu v Soho opustí, protože dostane místo bedňáka na koncertech The Clash. Prvotní nadšení postupně mizí, když své názory začíná konfrontovat s členy stále více úspěšnější kapely. Film je částečně dokument, částečně fikce. Název dostal podle subkultury rude boys. Ve filmu jsou záběry z koncertů Clash a ze studia z nahrávání alba Give 'Em Enough Rope. Členové kapely byli z filmu rozčarováni. Dokonce si nechali vyrobit odznáčky, na kterých stálo: „Nechci RUDE BOY Clash film“. Na Berlínském filmovém festivalu získal film čestné uznání.
Na rok 1980 si Clash naplánovali vydávání singlů každý měsíc. Vedení CBS touto myšlenkou dost překvapili. Nakonec byl vydaný jediný singl. Byla to předělaná reggae písnička „Bankrobber“, kterou vydali až v srpnu. Vyvrcholením roční práce bylo trojdeska Sandinista!, na které bylo 36 skladeb. Album opět kombinuje mnoho hudebních stylů. Rocková kapela si tu pohrává třeba i s dubem nebo rapem. Album produkovali členové kapely a částečně i Jamajčan Mikey Dread. Sandinista! se stalo nejkontroverznějším albem kapely, a to jak ideově, tak i hudebně. Názor kritiků byl nejednoznačný, album bylo haněno i vychvalováno, a to často i v jediné recenzi. Například recenzent Ira Robbins popsal album jako „z jedné poloviny skvělé a z druhé půlky jde o nesmysl a špatné album“. Recenzent časopisu Rolling Stone o desce napsal: „Sanista! je zbytečně přeplněná deska. Nebo lépe: vypadá jako zbytečně přeplněná. Jedna z věcí, které se Clash zoufale bojí, je zapadnutí do stereotypu a průměrnosti.“ V Americe si deska vedla dobře, v prodejnosti vyšplhala až na 24 místo.
V roce 1981 vyšel singl „This Is Radio Clash“, který opět ukazoval schopnost kapely míchat různé hudební vlivy, jako je dub a hip hop. V září se začalo pracovat na v pořadí už páté desce. Původně mělo jít o dvojdesku Rat Patrol from Fort Bragg. Jones produkoval jednu věc, ale ostatní členové s tím nebyli spokojeni. Produkce se tedy ujal Glyn Johns a z koncept dvojdesky se změnil na jediné LP. Dostalo jméno Combat Rock. Deska je opět plná nekonvenčních skladeb, experimenty se zvukovou koláží se tu mísí s mluvenými pasážemi, o které se postaral legendární beatník Allen Ginsberg. Na albu byly také dvě „rádiové“ skladby. Prvním singlem bylo „Should I Stay or Should I Go“, která se stala miláčkem rockových rádií. Druhým singlem byl „Rock the Casbah“. Složil ji Headon, který si tu kromě bicích zahrál i na klavír a na baskytaru. Klip často pouštěla MTV. „Rock the Casbah“ byl nejúspěšnějším americkým hitem kapely. Deska sama se také velmi dobře prodávala. V Británii skončila druhá, ve Spojených státech sedmá.

### Postupný rozpad 1982–86
Po vydání alba Combat Rock se kapela začala postupně rozpadat. Topper Headon byl kvůli své závislosti na heroinu přinucen kapelu opustit. Dostal na vybranou mezi kapelou a heroinem, ale svou závislost už v té době nezvládal. Jeho zdraví se začalo zhoršovat, což mělo samozřejmě vliv i na jeho hraní. Na jeho místo se do kapely na několik měsíců opět vrátil Chimes. Ačkoli s vyhozením Headona souhlasila celá kapela, znamenal jeho odchod i přesto začátek konce kapely. S Chimesem odjela kapela koncertní turné s The Who, kterým dělala předskokana. Ačkoli skupina pokračovala v turné, problémy mezi jejími členy dále vzrůstaly. Chimese to donutilo kapelu opustit. Stihl s ní ale ještě odehrát turné k albu Combat Rock. A tak na festivalu v kalifornském San Bernardinu, který měl mezi hlavními hvězdami také Davida Bowieho a skupinu Van Halen, se skupinou bubnoval Pete Howard. The Clash se tady pokoušeli přesvědčit pořadatele, aby snížil přemrštěnou cenu vstupenek. To se sice nestalo, ale pořadatel festivalu alespoň připsal nezanedbatelnou částku místní charitě. Byl to také Jonesův poslední koncert, v září 1983 byl z kapely vyhozen. Krátce na to se stal jedním ze zakládajících členů skupiny General Public, ze které ovšem odešel, zrovna když kapela nahrávala svou první desku. V květnu 1983 si Clash zahráli koncert na festivalu New Music Day, kterému přihlížel dav 140 tisíc návštěvníků. Po koncertě se členové Clash poprali s ochrankou festivalu.
Jonese v kapele nahradili kytaristé Nick Sheppard a Vince White. Na bicí pokračoval Howard. V tomto složení odehrála kapela turné Out of Control, které si sama financovala. Následovalo chaotické nahrávání desky Cut the Crap v Mnichově. Album produkovali společně Bernard Rhodes a Strummer, ale společně se málokdy shodli. Strummer to vyřešil tak, že se vrátil domů. Desku nahrávali hlavně studioví muzikanti, Sheppard a později White ovšem nakonec přiletěli nahrát kytarové party. Následovalo koncertování na veřejných místech po celé Velké Británii, kde skupina hrála akustické verze svých hitů a akustické coververze populárních písniček.
Po koncertě v Aténách odjel Strummer na několikatýdenní dovolenou do Španělska. Zatímco byl pryč, vydala kapela první singl z alba Cut the Crap, truchlivou písničku „This Is England“, která ovšem sklízela velmi negativní recenze. Jak později poznamenal Strummer: „CBS si zaplatila zálohu, takže ten první singl museli dostat.“ Tento singl, stejně jako většina skladeb na desce, se před svým vydáním hodně změnil, když Strummerovi nekompletní nahrávky doplnil Rhodes o zvuky syntezátoru a sborový zpěv ve stylu skandování sportovních fanoušků. Navíc i přesto, že byl Howard sběhlým rockovým bubeníkem, všechny bubenické party na desce hraje automatický bubeník. Strummer se k albu častu velmi nerad hlásil, ačkoli tvrdil, že se mu moc líbí písnička „This Is England“ a atmosféra „North and South“.
Na začátku roku 1986 se Clash rozpadli. Strummer k tomu později poznamenal: „Když jsme se rozpadli, byli jsme všichni unavení. Měli jsme za sebou pět let, ve kterých jsme intenzivně pracovali. Už jsem taky cítil, jak nám docházejí nápady. A taky jsem chtěl už konečně ztichnout a dát prostor někomu dalšímu.“

## Členové

### Klasická sestava
- Joe Strummer – kytara, zpěv (1976–1985)
- Mick Jones – kytara, zpěv (1976–1983)
- Paul Simonon – baskytara, zpěv (1976–1985)
- Topper Headon – bicí (1977–1982)

### Ostatní členové
- Keith Levene – kytara (1976)
- Nick Sheppard – kytara (1983–1985)
- Vince White – kytara (1983–1985)
- Terry Chimes – bicí (1976–1977, 1982)
- Rob Harper – bicí (1976)
- Pete Howard – bicí (1983–1985)

## Diskografie
- The Clash (1977)
- Give 'Em Enough Rope (1978)
- London Calling (1979)
- Sandinista! (1980)
- Combat Rock (1982)
- Cut the Crap (1985)